# KRK Nagorny
Der Kultur- und Entertainmentkomplex Nagorny (russisch Культурно-развлекательный комплекс Нагорный, früher Sportpalast der Gewerkschaften russisch Нагорный Дворец спорта профсоюзов), kurz KRK Nagorny, ist eine Mehrzweckhalle in der russischen Stadt Nischni Nowgorod, die seit 2007 Heimspielstätte des Eishockeyclubs Torpedo Nischni Nowgorod ist.

## Geschichte
Die Halle wurde bereits 1965 gebaut und wurde vor dem Bau des Sportpalastes auf dem Gelände des Autowerks, der heutige Konowalenko-Sportpalast, für die Heimspiele von Torpedo genutzt. Seit 2006 wurde die Eishalle zudem vom Fraueneishockeyteam SKIF Nischni Nowgorod genutzt. Der Basketballverein BK Nischni Nowgorod aus der VTB United League nutzt die Halle seit 2010.

Der Sportpalast der Gewerkschaften in Nischni Nowgorod (2007)

Da Torpedo nach der Spielzeit 2006/07 aus der Wysschaja Liga in die Superliga aufstieg, musste eine neue Heimspielstätte gefunden werden, die den Standards der Superliga entsprach. Ein dreistufiger Plan soll aus der bestehenden Eishalle eine Multifunktionshalle nach den Vorgaben der Superliga machen. Dazu wurde der Sportpalast zwischen April und September 2007 zunächst auf eine Kapazität von 5600 Zuschauern erweitert, ein V.I.P.-Bereich geschaffen, eine neue Audio- und Videoanlage installiert sowie Vorbereitungsmaßnahmen für die zweite Bauphase getroffen. Diese zweite Phase umfasste die Erweiterung des Komplexes um weitere Sporthallen, Konferenzräume, ein Fitness-Studio, ein Sportmuseum, einen Sportladen, Cafés sowie ein Restaurant.